# Tumelo Ntsoane
Tumelo Ntsoane (* 17. November 1981) ist ein lesothischer Fußballspieler. Er bestritt in der Qualifikation zur Fußball-Weltmeisterschaft 2006 ein Länderspiel. Er spielte für den Verein Lerotholi Polytechnic.